# Judô nos Jogos Olímpicos de Verão da Juventude de 2014 - -52 kg moças
A competição de 'judô' até 52 kg feminino nos Jogos Olímpicos de Verão da Juventude de 2014 foi disputada a 18 de Agostode 2014 Ginásio de Longjiang em Nanquim, China. A brasileira Layana Colman conquistou Ouro, a búlgara Betina Temelkova foi Prata e o Bronze foi repartido entre a eslovena Marusa Stangar e a sul-coreana Lee Hyekyeong.

## Medalhistas
| Ouro   | BRA Layana Colman                    |
| Prata  | BUL Betina Temelkova                 |
| Bronze | SLO Marusa Stangar KOR Lee Hyekyeong |

## Resultados das finais

### Finais
|  | Semifinais            | Semifinais           |     |  | Final             | Final |  |
|  |                       |                      |     |  |                   |       |  |
|  |                       |                      |     |  |                   |       |  |
|  | GEO Mariam Janashvili | 000S2                |     |  |                   |       |  |
|  | BRA Layana Colman     | 000                  |     |  |                   |       |  |
|  |                       |                      |     |  |                   |       |  |
|  |                       |                      |     |  |                   |       |  |
|  |                       |                      |     |  | BRA Layana Colman | 100   |  |
|  |                       | BUL Betina Temelkova | 000 |  |                   |       |  |
|  |                       |                      |     |  |                   |       |  |
|  |                       |                      |     |  |                   |       |  |
|  |                       |                      |     |  |                   |       |  |
|  |                       |                      |     |  |                   |       |  |
|  | 'SLO Marusa Stangar   | 000S2                |     |  |                   |       |  |
|  | BUL Betina Temelkova  | 002S2                |     |  |                   |       |  |

### Disputa pelo Bronze
Nota 1: Participam na luta pelo Bronze os derrotados das semifinais (ver acima) e os vencedores da repescagem das semifinas (ver abaixo).
Nota 2: Não é possível estabelecer um "emparelhamento" devido, dada a natureza da competição.
|  | Semifinais Repescagem   | Semifinais Repescagem |     |                   | Disputas pelo Bronze  | Disputas pelo Bronze |  |
|  |                         |                       |     |                   |                       |                      |  |
|  |                         |                       |     |                   |                       |                      |  |
|  | CHN Liu Xiaouy          | 002                   |     |                   |                       |                      |  |
|  | MGL Khulan Tseregbaatar | 000                   |     |                   |                       |                      |  |
|  |                         |                       |     |                   |                       |                      |  |
|  |                         |                       |     |                   | Bronze 1              |                      |  |
|  |                         |                       |     |                   | CHN Liu Xiaoyu        | 000                  |  |
|  |                         | SLO Marusa Stangar    | 100 |                   |                       |                      |  |
|  |                         |                       |     |                   |                       |                      |  |
|  |                         |                       |     |                   |                       |                      |  |
|  |                         |                       |     |                   | Bronze 2              |                      |  |
|  |                         |                       |     |                   |                       |                      |  |
|  | KOR Lee Hyekyeong       | 000S1                 |     | KOR Lee Hyekyeong | 100                   |                      |  |
|  | ARG Ayelen Elizeche     | 000S3                 |     |                   | GEO Mariam Janashvili | 000                  |  |